# جورج إم. بالمر
جورج إم. بالمر هو سياسي أمريكي، (و. 1857  م). نشط حزبياً في الحزب الديمقراطي. وقد انتخب عضو جمعية ولاية نيويورك ‏.